# 小林哲
小林 哲（こばやし さとる）は、日本のキーボーディスト、編曲家。

## 人物
1998年、LOWDOWNの「さよならこの世界で…」で編曲家デビュー。
主にビーイング系アーティストの楽曲の編曲を中心に活動する。中でも、RAMJET PULLEYや竹井詩織里（ともにGIZA studio所属）は楽曲の多くが彼による編曲作品である。
また、編曲家として活動する一方、「大阪スクールオブミュージック専門学校」の講師を務めている。（かつて、「GIZAクリエイターズスクール」の講師も務めていた。）
絶対音感の持ち主で、かなりの長身。
また、覇王色の覇気を使用する。
代表作は、ZARDの「明日を夢見て」（2003年）と「かけがえのないもの」（2004年）、Fayrayの「願い」「口づけ」（2004年）、三枝夕夏 IN dbの「太陽」（2006年）、竹井詩織里の「世界 止めて」（2005年）など。

## 作品提供
- 愛内里菜「Fortune」「Lavender Rain」「Love me」「37℃」
- 上原あずみ「Tear Drop」
- 大野愛果「always」（大野愛果との共作）
- 岸本早未「記憶」「みえないストーリー」「風に向かい歩くように」「Feint」「clear days」「SAY GOOD BYE GLOOMY DAYS」「笑う君と」
- 北原愛子「君の描くその未来」「僕は君だけの太陽になる」
- 倉木麻衣「風のららら -TV on air version-」
- 小泉ニロ「窓」「くだらない人生」
- 小松未歩「ふたりの願い」「東京日和」「恋心」「I just wanna hold you tight」「deep grief」
- ZARD「明日を夢見て」「リセット」「時間の翼」「pray」「悲しいほど 今日は雨でも」「かけがえのないもの」「月に願いを」「あなたと共に生きてゆく」
- 三枝夕夏 IN db「I wish」「青春の空」「太陽」
- the★tambourines「everything is nothing」
- Chicago Poodle「No Regret」「雨上がりのバラッド」「アイノタネ」「退化論」「1225 ～君がいたクリスマス～ ver3.0」
- 滴草由実「What U need」（Miguel Sa Pessoaとの共作）
- 菅崎茜「Promises」「恋ごころ」「いつまでも ずっと」「春の陽だまりの中で」
- スパークリング☆ポイント「太陽の唄」「七色OCEAN」「ルリハコベ」
- 高岡亜衣「I」「LaLaLa」「好きだから会いたいのに」「Ah あなたに会いに行かなきゃ」「誰にも言えない真実」「いつも君だけを見ている」「青空の下で」「Tomorrow」「ごめんね、今でも好きで居ます」「Summer Flooding」「千年続く愛」「Hello my sunshine」「I'M IN LOVE」
- 竹井詩織里「静かなるメロディー」「君に恋してる」「君を知らない街へ」「つながり」「世界 止めて」「桜色」「きっともう恋にはならない」「Like a little Love」「夢のつづき」他多数
- 中島紅音「Take Five」
- 早川えみ「On the street where you live」「Pick yourself up」「Sunday morning」
- Fayray「Remember（Album Version）」「願い」「口づけ」「Don't Cry Out Loud」「白い二月」
- LOWDOWN「さよならこの世界で…」「0」（共にLOWDONWとの共作）
- RAMJET PULLEY  全楽曲編曲
- 栗原小夜『You Are My Sunshine』『Angel Eyes』